# Edwin Cohen
Edwin Samuel Cohen (ur. 27 września 1914 w Richmond, Wirginia, zm. 12 stycznia 2006 w Charlottesville, Wirginia) – prawnik amerykański, specjalista prawa podatkowego, podsekretarz skarbu w administracji Richarda Nixona.

## Życiorys
Studiował na University of Virginia w Richmond. Po studiach wyjechał do Nowego Jorku, gdzie pracował w znanej firmie prawniczej Sullivan & Cromwell. Od 1949 prowadził własną firmę, specjalizując się w prawie podatkowym. Jako ekspert i doradca współpracował z agendami rządowymi. W 1969 został mianowany asystentem sekretarza skarbu (funkcję tę pełnił wówczas David Matthew Kennedy), a w 1972 podsekretarzem skarbu w rządzie prezydenta Nixona. Pracował m.in. nad reformami podatkowymi w 1969. Pełnił funkcję do 1973.
W latach 1965–1969 i od 1985 był profesorem prawa na University of Virginia. Ogłosił wiele publikacji prawniczych, a także wspomnienia A Lawyer's Life Deep in the Heart of Taxes (1994). Był laureatem nagród za wieloletnią służbę publiczną, m.in. nagrody Departamentu Skarbu im. Alexandra Hamiltona.
Był dwukrotnie żonaty; pierwsza żona Carlyn Ladenberg, poślubiona w 1936, zmarła w 1942. W 1945 poślubił Helen Herz. Z pierwszego małżeństwa miał syna Edwina, z drugiego syna Rogera i córkę Wendy.